# Reitzenstein-Kaserne (Wesel)

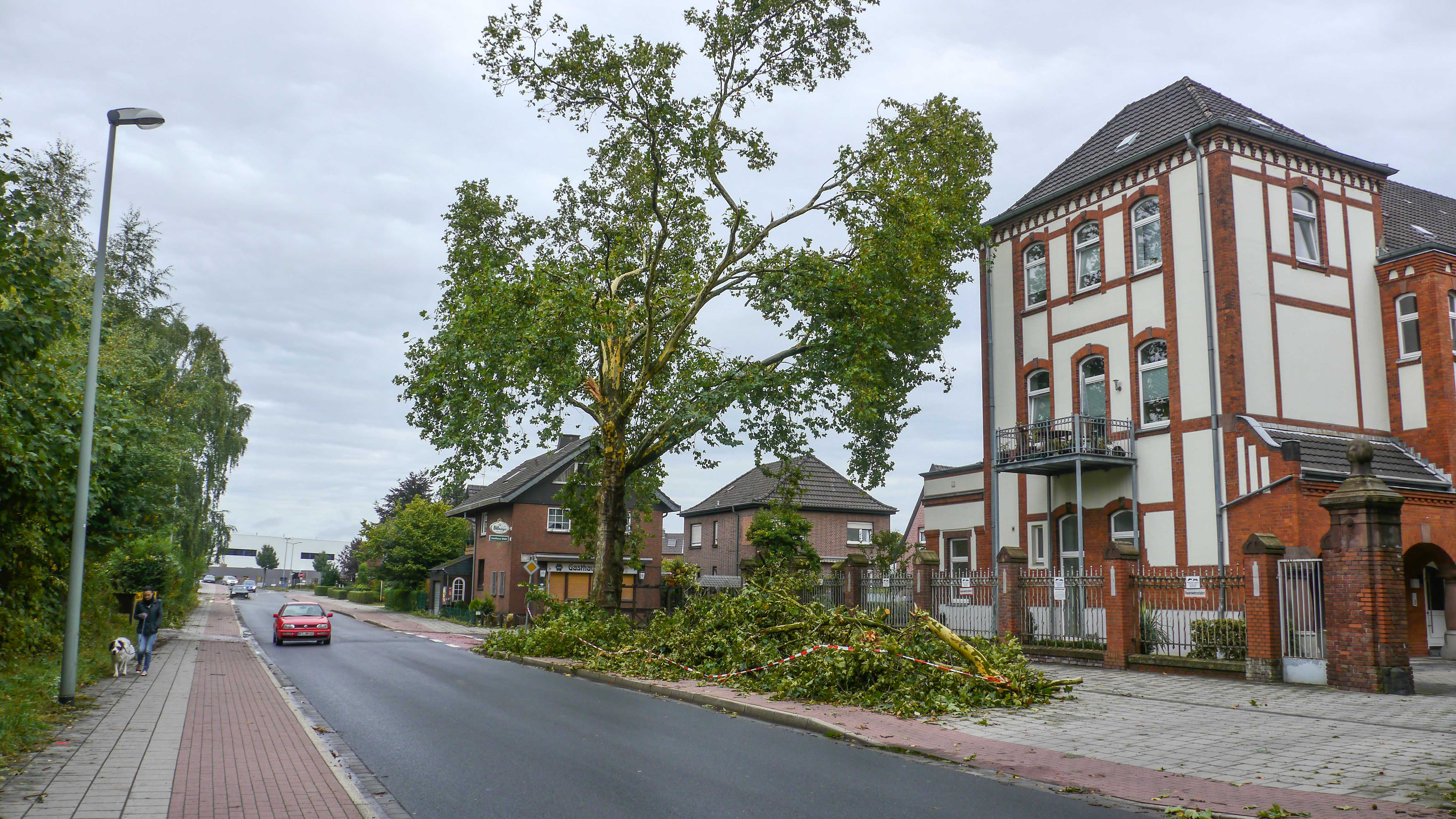
Friedenstraße und ein Gebäude der Kaserne nach einem Sturm (2013)

Die Reitzenstein-Kaserne in Wesel am Niederrhein wurde von 1900 bis 1902 erbaut. Sie steht unter Denkmalschutz, hatte im Verlauf des 20. Jahrhunderts verschiedene Funktionen und wurde ab 2003 zu einer Wohnanlage umgestaltet.

## Lage
Die Gebäude der Reitzenstein-Kaserne liegen im Weseler Stadtteil Schepersfeld, in Luftlinie rund einen Kilometer nordöstlich von der Innenstadt. Nahegelegene Bahnanlagen bilden allerdings eine räumliche Trennung vom Stadtkern. Die Gebäude liegen entlang der in Nord-Süd-Richtung verlaufenden Friedenstraße und werden von der im Norden einmündenden Blücherstraße und dem im Süden einmündenden Quadenweg eingegrenzt. Die Kaserne dient mittlerweile als Wohnanlage und wird im Norden, Osten und Süden von Wohngebiet eingegrenzt. Eine südöstliche der Kaserne verlaufende Straße des Wohngebiets trägt den Namen Reitzensteinstraße. An der Friedenstraße gibt es eine Bushaltestelle namens Reitzensteinkaserne, die sie über Fusternberg an den Weseler Bahnhof anbindet.

## Geschichte und Nutzung

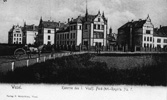
Die Kaserne vor 1914

Die Entstehung der Kaserne fiel in die Zeit nach dem Ende der Festung Wesel. Nach Jahrhunderten als Festungsstadt und städtebaulicher Einengung kam es ab etwa 1890 im Rahmen der Entfestigung zu großen städtebaulichen Veränderungen, der Erweiterung der Stadt über die zuvor engen Grenzen hinaus und zur Schleifung ehemaliger Festungsanlagen. Da sich weiterhin Militär in der Stadt befand und neue Unterkünfte für die Soldaten geschaffen werden sollten, wurde am 10. Mai 1900 ein Vertrag zum Bau einer Kaserne im Ortsteil Schepersfeld geschlossen. Am 4. Oktober 1902 war die heutige Reitzenstein-Kaserne fertiggestellt und konnte bezogen werden. Gemäß dem Versailler Vertrag wurde die Kaserne nach dem Ende des Ersten Weltkriegs geräumt und ab 1923 an Privatpersonen vermietet. Der Hof der Kaserne wurde in dieser Zeit als Sportplatz genutzt. 1935 wurde die Kaserne von der Stadt an das Deutsche Reich verkauft und nach der Besetzung des Rheinlands 1936 wieder militärisch genutzt. Wenige Jahre später etablierte sich der heutige Name Reitzenstein-Kaserne, welcher auf Maximilian Gustav Freiherr von Reitzenstein (1859–1936), einen früheren Kommandeur eines lokalen Regiments zurückgeht.
Anders als die Innenstadt war Schepersfeld im Zweiten Weltkrieg kaum von Zerstörungen betroffen und die Reitzenstein-Kaserne blieb praktisch unbeschadet. Angesichts dessen wurde sie zum Sitz der lokalen Militärverwaltung der Alliierten. Im Gebäude des früheren Offizierskasinos wurden die ersten Sitzungen des Nachkriegs-Stadtrats durchgeführt. Mit der Nutzung durch verschiedene Behörden, darunter die Stadtverwaltung, wurde die Kaserne in den ersten Nachkriegsjahren zum wichtigen Verwaltungsstandort und zudem beheimatete sie vorübergehend die Stadtbücherei Wesel. Die Stadtverwaltung wurde vom 30. Januar bis 1. Februar 1952 an ihren neuen Standort im ersten Nachkriegsrathaus in der Innenstadt verlegt. Ab Juni 1949 diente die Kaserne auch als Wohnraum für Familien, die zuvor im einstigen Zwangsarbeiterlager Buschmannshof bei Voerde gelebt hatten. Ab Dezember 1952 war sie ein Aufnahmezentrum für Flüchtlinge aus der sowjetischen Besatzungszone. In einem Gebiet an der Esplanade westlich der Kreuzstraße wurde um 1958 weiterer Wohnraum für Flüchtlinge geschaffen, sodass im Dezember 1959 die letzten Menschen die Kaserne verlassen konnten. Daraufhin wurden die Gebäude der Kaserne durch die Bundeswehr erneut militärisch genutzt, bis die Bundeswehr das Gebäude 1996 räumte.
Im Jahr 2000 wurde die sanierungsbedürftige Anlage vom Staat an einen Investor verkauft. Von 2003 bis 2006 wurden dort moderne Wohnungen, ein Seniorenheim und ein Wohnheim für Menschen mit geistiger Behinderung geschaffen. Bis 2014 kamen weitere Wohnungen hinzu, womit die Gesamtzahl der Wohneinheiten auf 86 stieg. Im Rahmen der Umgestaltung entstanden zudem kleine Grün- und Spielflächen. Im Gebäude des früheren Offizierskasinos wurde eine Pension eingerichtet.